# Вила Влашкалић
Вила Влашкалић се налази у Мошорину, у Јужнобачком округу, насељу удаљеном око 13 км од Титела. Саградио ју је Прота Светозар Т. Влашкалић у периоду од 1926. до 1928. године, у духу романтичарског историзма са ренесансним елементима.

## Локација
Вила Влашкалић се налази у самом центру насеља, у улици Светозара Милетића у Мошорину.

## Историјат
Вилу је саградио Прота Светозар Т. Влашкалић у самом центру Мошорина између 1926. и 1928. године. У исто време је подигао задужбину, цркву посвећену светом Николи, на мошоринском брегу по пројекту архитекте Табаковића.

### Прота Светозар Т. Влашкалић
Рођен 26. марта 1874. године, Светозар Т. Влашкалић је био син мошоринског трговца Трифуна Влашкалића. Прва парохија му је била Омољица у Банату, где му је умрла супруга. Из Омољице прешао је у родни Мошорин, где је изгубио малог сина Србислава. Због свог националног рада, прота је од државних власти 1929. године одликован орденом светог Саве IV степена. Прота Светозар Влашкалић као неповерљив за нове, мађарске власти, у Другом светском рату, бива одведен у Шајкаш. Убијен је на Бадњи дан 1942. године на једној њиви, са служавком, Франциском Јакобец. Сахрањен је у крипти храма који је подигао када и вилу.

## О вили
Раскошно здање виле Проте Светозара Т. Влашкалића изведено је у духу романтичарског историзма, са ренесансним елементима по узору на пољске виле северне Италије.
Наглашена је хоризонтална подела зидног платна и истакнута атика централног ризалита. Лакоћа и транспарентност површине главне фасаде постигнута је постављањем широког, архитравно завршеног трема са четири витка гвоздена стуба која носе терасу првог спрата.

## Вила данас
У вили Влашкалић се данас налазе просторије Дома здравља Амбуланте Мошорин.

## Галерија
- Вила Влашкалић, фотографисано у оквиру пројекта „Дворци Србије”.
- Вила Влашкалић
- Вила Влашкалић
- Вила Влашкалић
- Вила Влашкалић